# Pierre-Eudoxe Dubalen
Vous lisez un « bon article » labellisé en 2023.
« Dubalen » redirige ici. Pour les autres significations, voir Dubalen (homonymie).
Pierre-Eudoxe Dubalen ([dybalɛ̃]), né le 26 mars 1851 à Montgaillard et mort le 27 avril 1936 à Montsoué, est un archéologue, préhistorien et protohistorien français. Il est également agronome, naturaliste, ichtyologiste, ornithologue, géologue, botaniste, paléontologue et conservateur de musée.
Natif d'un petit village du Tursan dans le département des Landes, il se reconvertit avec succès dans l'agronomie après une courte carrière de pharmacien. En parallèle de ces activités, il effectue des fouilles archéologiques dans le Tursan et en Chalosse. Amateur, il commet des erreurs d'analyse et de datation, mais finit par développer une démarche scientifique. Il effectue sa première grande découverte en 1881 à Brassempouy, où il met au jour dans une carrière la grotte du Pape. L’année suivante, lors d’une excursion sur le site, il y découvre la Vénus de Brassempouy. En 1911, il effectue des fouilles dans la grotte de Rivière, et y découvre un visage humain gravé sur une plaquette en os. Il la déclare authentique, mais elle se révèle être un faux. À partir de 1912, il se concentre sur l’étude de ce qu’il nomme les « tertres tumuliformes » présents dans le sud des Landes.
Il est considéré comme l'un des principaux instigateurs du développement de l'archéologie dans le sud-ouest de la France et plus particulièrement dans son département des Landes. Ses collections, en grande partie issues de ses fouilles archéologiques, sont à l'origine du musée Dubalen de Mont-de-Marsan.

## Biographie

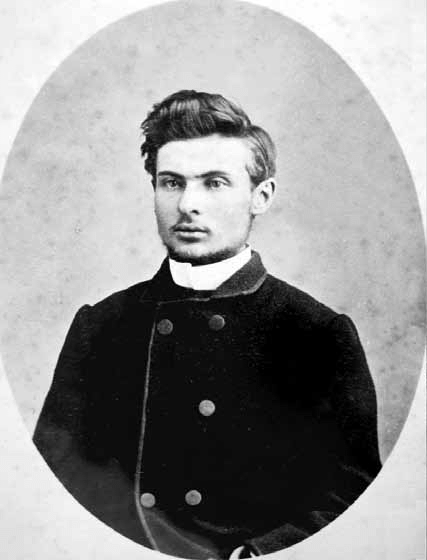
Le jeune Pierre-Eudoxe Dubalen.

### Famille
Deux grands-oncles de Pierre-Eudoxe Dubalen ont servi dans les forces armées françaises et ont été faits chevaliers de la légion d'honneur pour leurs actions dans les guerres napoléoniennes : Antoine (16 juin 1804) et Raymond (1806, chevalier de Saint Louis et député des Landes).
Pierre-Eudoxe Dubalen a deux fils : Louis, militaire, chevalier de la légion d'honneur et mort lors de la bataille du Chemin des Dames, et Paul, né le 26 mai 1882 à Saint-Sever, médecin commandant — il étudie à l'école de santé des armées et obtient un doctorat de médecine à la faculté de médecine et de pharmacie de Lyon en janvier 1907 —, chevalier de la légion d'honneur en 1921. Ce dernier a deux fils : Guy, lieutenant dans l'armée de l'air et Pierre, colonel et chevalier de la légion d'honneur en 1963.

### Vie
Pierre-Justin-Eudoxe Dubalen naît le 26 mars 1851 à Montgaillard,. Il est le fils de Jean-Marie-Louis-Eudoxe Dubalen, propriétaire de trente-trois ans, et de Marie-Constance Diris, son épouse, âgée de vingt-neuf ans. Après des études de pharmacie et quelques années de pratique, il se consacre à l'agronomie : observant la disparition progressive de la vigne française, il acclimate la vigne américaine au Sud-Ouest de la France pour y reconstituer du vignoble, promeut les engrais chimiques, et prend la tête de la pépinière départementale des Landes et du laboratoire agricole départemental,. Il est le premier à supposer l'existence de nappes de pétrole dans les Landes et le Béarn. Il meurt à Montsoué le 27 avril 1936.

## Archéologie

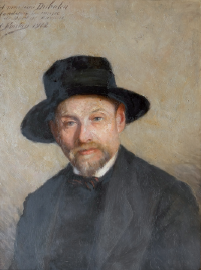
Portrait de Pierre-Eudoxe Dubalen en 1912 par Joseph-Augustin Fontan.

Dès 1870, en parallèle de sa carrière de pharmacien puis d'agronome, Pierre-Eudoxe Dubalen prospecte dans des coteaux du Tursan et de Chalosse. Pendant près de 50 ans, il mène des excursions archéologiques, notamment aux alentours de Montsoué, où il découvre des gisements du paléolithique moyen et supérieur ; il met au jour une série d'outils en silex à La Fauquille et sur la colline du Pouy, ainsi que des restes animaux. Il classe ses trouvailles et les compare avec celles trouvées à Tercis-les-Bains, Gamarde-les-Bains et Laurède. Autodidacte, il commet des erreurs d'analyse, mais étudie des méthodes d'investigation, de nomenclature et de périodisation, jusqu'à pouvoir mener une réelle démarche scientifique. Conscient qu'il détruit les lieux qu'il fouille, il consigne leur état initial dans des carnets de fouilles très précis. Il fouille le gisement d'Arcet à Montaut et en 1900 l'abri Dufaure à Sorde-l'Abbaye.
Il offre en 1893 l'ouvrage Ancienneté de l'homme dans le département des Landes et en 1901 des silex taillés à la société d'anthropologie de Paris. Il intègre la société préhistorique française en 1904, et en devient le correspondant dans les Landes,.

### Grotte du Pape et controverse de la Vénus de Brassempouy (1880-1894)

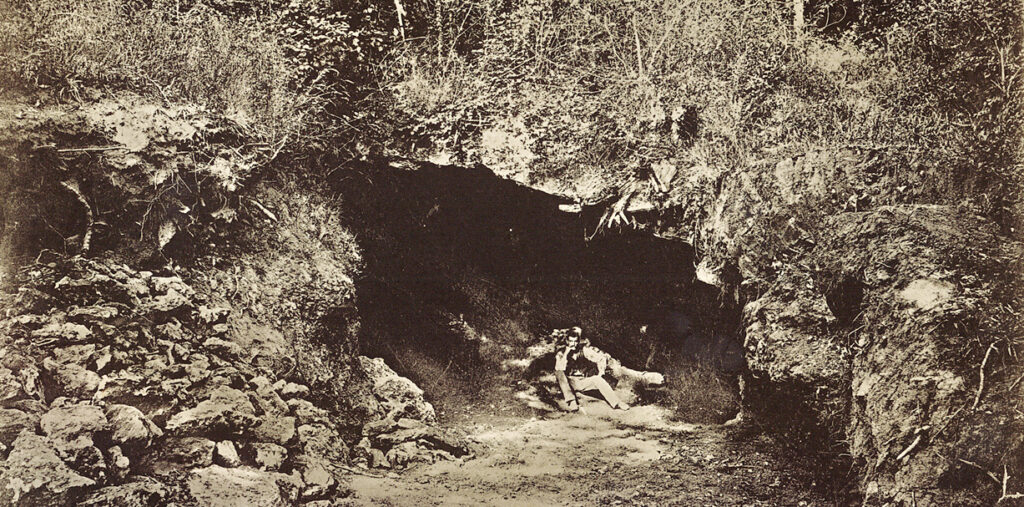
L'entrée de la grotte du Pape vers 1897, à la fin des fouilles d'Édouard Piette et Joseph de Laporterie.

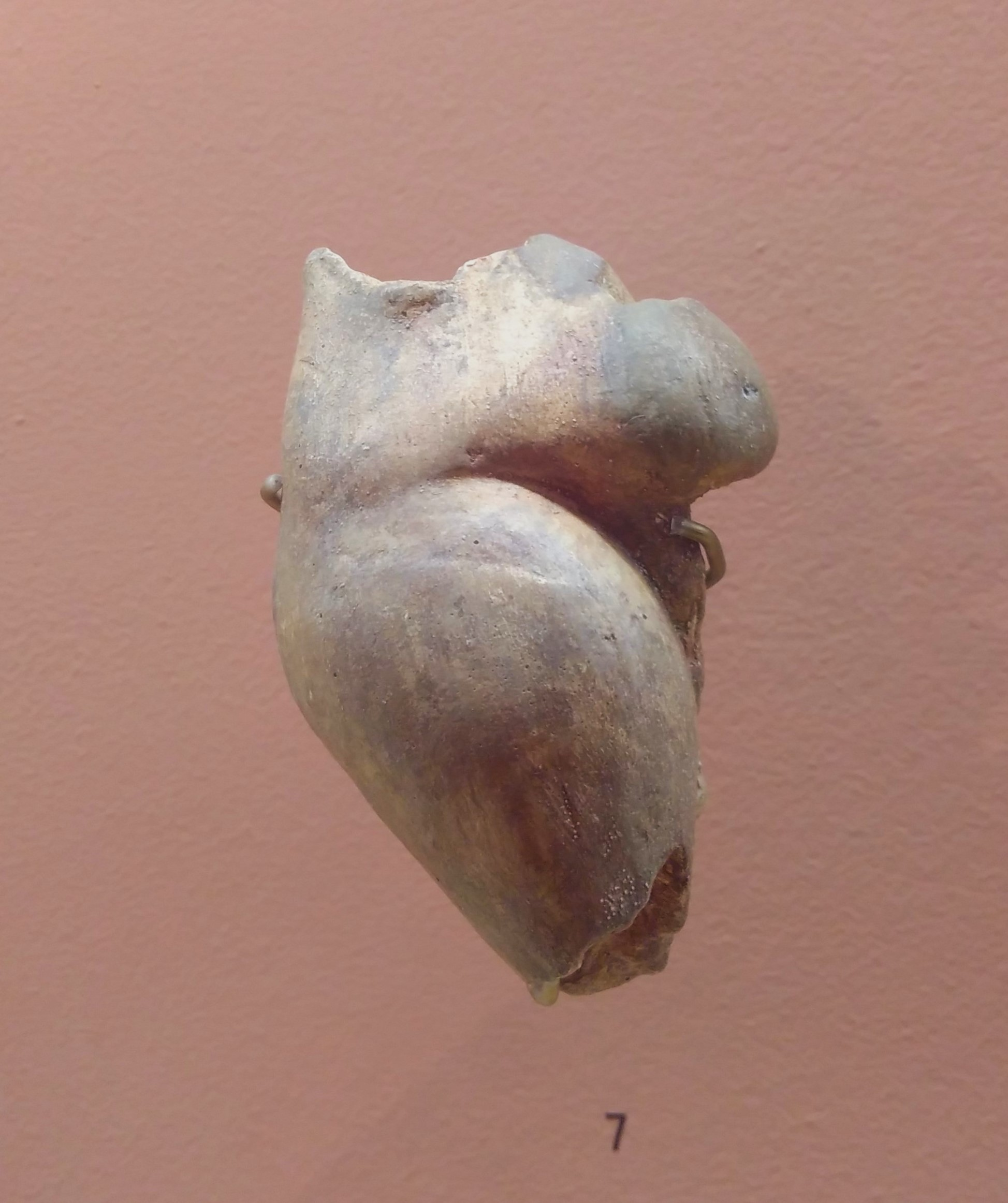
La vénus de Brassempouy, musée des Antiquités nationales de Saint-Germain-en-Laye.

En 1880, à l'occasion de travaux dans une carrière à Brassempouy, est mise au jour une anfractuosité aujourd'hui connue sous le nom de grotte du Pape, dans laquelle sont découverts des ossements et des silex taillés. Dubalen effectue des premières fouilles sur le site et publie un compte rendu en 1881. Les recherches s'arrêtent cette année-là à cause d'un désaccord avec le propriétaire de la carrière, Paul de Poudenx, sur la propriété des découvertes. Le 19 septembre 1892, l'Association française pour l'avancement des sciences organise une excursion à la grotte du Pape : sont découvertes deux vénus : La Poire — découverte par Dubalen et Eugène Trutat — et l'Ébauche, ainsi que la bague et le bouchon d'outre.
Une polémique éclate alors entre Dubalen et Édouard Piette : ce dernier estime que les découvertes doivent revenir au comte de Poudenx, tandis que Dubalen, Trutat et Émile Cartailhac pensent qu'elles doivent être conservées dans un musée. Piette accuse Cartailhac d'avoir dit « que l’on avait le droit de voler pour les musées, parce que c’était dans l’intérêt public ». À partir de 1894, Piette obtient du comte l'autorisation exclusive de poursuivre les fouilles sur le site et de récupérer la Vénus pour ses collections personnelles, qu'il léguera au musée des Antiquités nationales. Finalement, Dubalen abandonne, déclarant : « qu'importe le nom de l'ouvrier pourvu que le travail soit publié et puisse servir à tous ».

### Grotte de Rivière et deuxième controverse (1911)

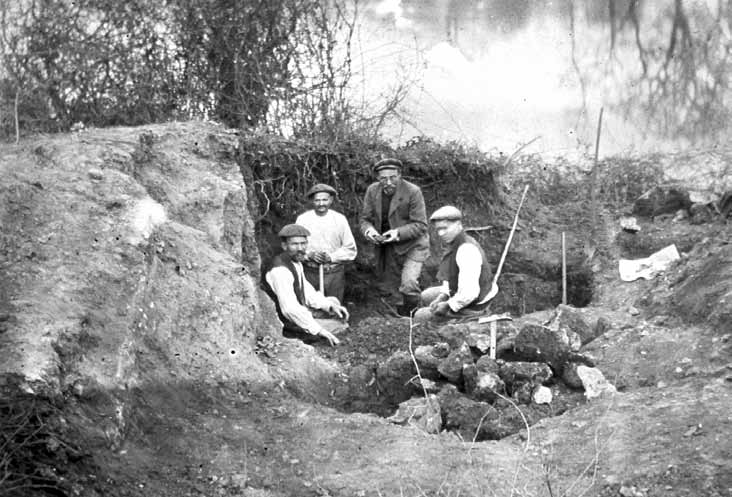
Dubalen lors des fouilles à Rivière, au bord de l'Adour, en 1911.

En mars 1911, il mène des fouilles au bord de l'Adour dans la grotte de Rivière, découverte cinquante ans plus tôt,. Il obtient une subvention du comité des travaux historiques et scientifiques et une de la mairie de Mont-de-Marsan. Il publie ses trouvailles dans un compte rendu paru en octobre dans le bulletin de la Société préhistorique française. Il fait état d'une industrie lithique et osseuse du paléolithique supérieur et de ce qu'il appelle une « chimère » : un visage schématique gravé sur un os qu’il dit authentique, malgré la présence de plusieurs faux sur le site. Pendant plusieurs années, une polémique oppose Dubalen, persuadé que la chimère est authentique, à Henri Breuil. Cette controverse discrédite encore un peu le premier dans la communauté archéologique. À propos des autres faux retrouvés sur le site, il affirme avoir obtenu des aveux d'une « personne cultivée et nullement ignorante des questions relatives à l'Histoire Naturelle ».

### Les«tertres tumuliformes»(1912-1926)

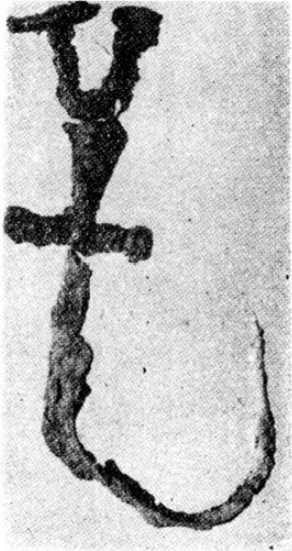
La fausse épée du Tursan.

À partir de 1912, Dubalen se consacre aux mégalithes ainsi qu'à ce qu'il nomme « tertres tumuliformes ». Il en fouille trois à Vielle-Saint-Girons et Aubagnan, Lacajunte et Arboucave, puis à Samadet après 1925. À Mesplède, il effectue une de ses plus importantes découvertes : de riches sépultures, une cotte de mailles, un javelot soliferrum, des phiales en argent portant des gravures en ibère, des fibules, des torques et des urnes funéraires. En 1926, il en fouille un dernier à Aubagnan.
Il abandonne alors les recherches de terrain pour se concentrer sur la réflexion théorique. Il met en place une classification — aujourd'hui abandonnée — des tertres et tumulus : d'habitation, entièrement pavés, funéraire, sans pavés, et mixtes, à la moitié ouest pavée.
Dans l'ouvrage collectif Nos Landes, paru en 1927, Dubalen publie le dessin d'une épée à antennes qui aurait été trouvée dans un tumulus du Tursan puis exposée au musée Dubalen. Il s'agirait en fait d'un montage à partir d'une fibule pour les antennes, d'une seconde pour la garde et d'une pointe de javelot pour la lame.

### Le«Chalossien»
En 1923, Dubalen imagine un nouveau faciès du paléolithique, qui précéderait le Chelléen : le « Chalossien », du nom de sa région, la Chalosse, qui, selon lui, a été le lieu d'une industrie lithique originale et parmi les plus anciennes. Son outil principal aurait été le silex à trois faces, ou trièdre. Un débat s'ouvre à la société préhistorique française, et un de ses membres, André Vayson de Pradenne, visite les Landes en 1927, inspecte les collections du musée Dubalen et plusieurs terrains de fouille, et constate que, malgré une ressemblance morphologique, les silex n'ont pas le même aspect technologique. De plus, la plupart proviennent de ramassages de surface et non de recherches stratigraphiques. Malgré ces contradictions, Dubalen continue à publier des ouvrages sur le sujet et ne renie pas le Chalossien jusqu'à sa mort.

## Autres sciences
Dubalen, en plus de l'archéologie, s'intéresse à d'autres sciences naturelles : la géologie, la botanique, l'entomologie, l'ornithologie, la mycologie, la phycologie, l'ichtyologie, la zoologie et la paléontologie,. Il tient un herbier de 10 000 planches constitué de plantes à graines et algues issues des Pyrénées, du sud de la France et d'Algérie. Il décrit un poisson : Aturius Dubalen, 1878 (synonyme de Leuciscus Cuvier, 1816). Il est membre de la société linnéenne de Bordeaux à partir du 20 décembre 1871, ainsi que de la société de Borda.

## Le musée Dubalen

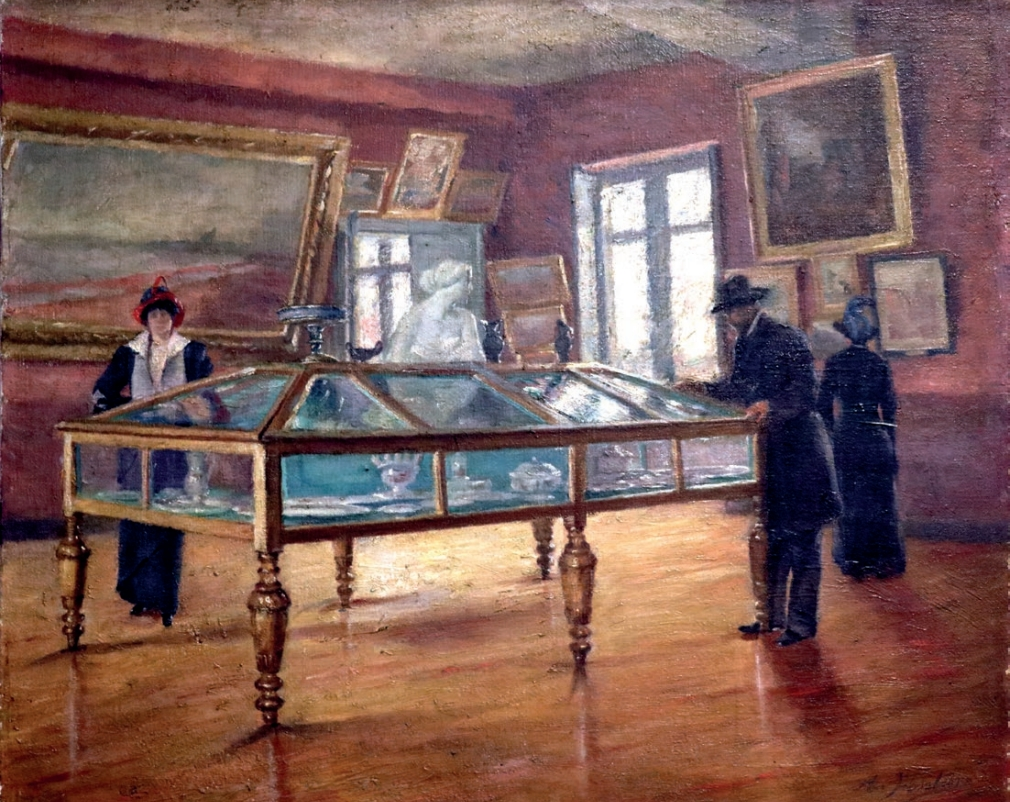
La salle des Beaux-arts du musée Dubalen, dans le palais Pascal-Duprat, par Joseph-Augustin Fontan, vers 1913, musée Despiau-Wlérick.

La collection de Dubalen s'agrandit au fil des fouilles ; en 1885, elle compte plus d'une centaine d'objets : bifaces, os gravés, hachereaux, haches et pointes de flèches, mais aussi plantes, insectes et fossiles. Dubalen l'installe dans un local fourni par la commune de Mont-de-Marsan. L'année suivante est créé, à partir de ces collections, le musée d'histoire naturelle municipal, qui est placé dans une pièce du théâtre municipal. Dubalen en devient le premier conservateur. La collection du musée, enrichie par des achats d'animaux naturalisés, et la récupération en 1889 de collections minéralogiques de Félix-Victor Paulin et André-Eugène Jacquot, est transférée au début du XXe siècle au palais Pascal-Duprat, actuel hôtel de ville de Mont-de-Marsan. La collection Dubalen, au premier étage, compte de nombreux objets paléolithiques, néolithiques, mais surtout de l'âge de fer et également de l'Antiquité, avec plusieurs meules à grains, céramiques et lampes antiques. Elle est complétée par des œuvres d'art, des pièces géologiques, une collection d'entomologie et une section « exotique », regroupant des dizaines de flèches, de perçoirs et des perles en coquille d'œuf d'autruche venues du Sahara.

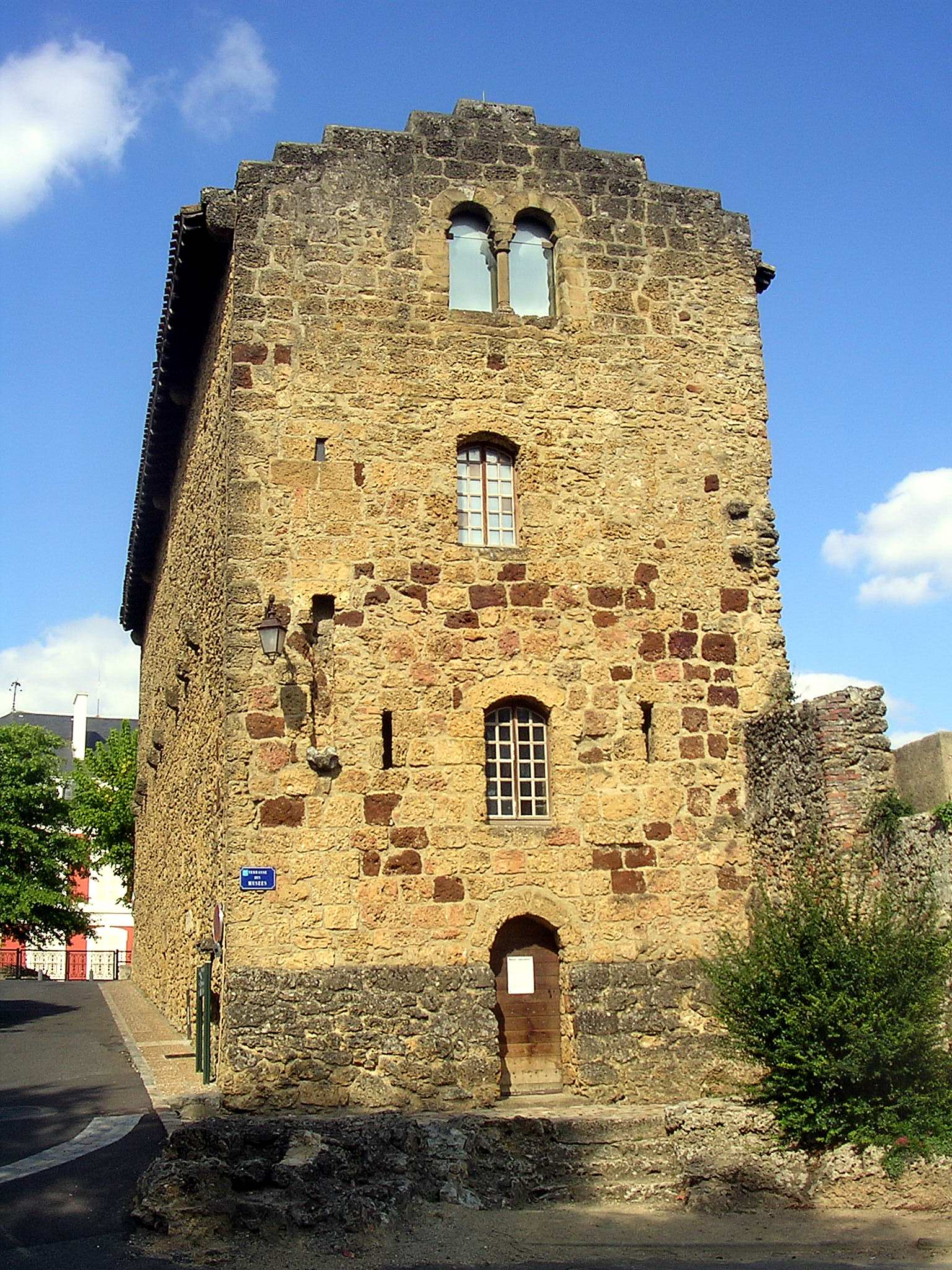
Maison romane de Mont-de-Marsan hébergeant le musée Dubalen depuis 1972.

À la mort de Dubalen en 1936, son ami Pierre Lummau devient conservateur du musée jusqu’en 1946, suivi de Maurice Prat jusqu’en 1960 et d’Henri Mougel, également conservateur du musée Despiau-Wlérick jusqu’en 1970. Claude Thibault réalise à cette époque un inventaire des collections du musée. Ce dernier ferme une première fois en 1970 et est transféré dans une maison romane rue Maubec. Guy Peyo, nouveau conservateur, effectue un tri drastique de la collection : elle doit être placée dans un seul étage d’une autre maison romane située à 50 mètres du donjon Lacataye, inaugurée en 1972. En 1977, le musée est pris en charge par son premier conservateur professionnel : Armand-Henri Amann, qui tente de le réorganiser mais fait face à des problèmes de conservation sur certaines pièces. Finalement, au début des années 1990, Philippe Camin, conservateur du patrimoine du département des Landes, ferme le musée et transfère les collections — amputées par des vols lors de l’Occupation, des pertes lors des déménagements successifs, des dégradations par des élèves visitant le musée ainsi que des emprunts par des archéologues tels que Georges Laplace, qui « met en sûreté » certaines pièces au musée d'Arudy, et Jean-Pierre Mohen, qui emporte au musée d'Archéologie nationale des caisses de mobilier pour les étudier, sans jamais les restituer — dans une réserve du musée Despiau-Wlérick, au dernier étage du donjon Latacaye.

## Postérité

### Distinctions
Pierre-Eudoxe Dubalen est récompensé à plusieurs reprises pour ses travaux, d'abord en tant qu'agronome puis en tant qu'archéologue :
- Chevalier de la Légion d'honneur (1925)[2],[S 1]
- Chevalier de l'ordre du Mérite agricole[S 1]
- Chevalier de l'ordre des Palmes académiques[S 1]

### Hommages
Le sirénien Prohalicore dubaleni, dont les restes ont été découverts par Dubalen dans les carrières d'Odon à Tartas, est nommé par Léon Flot en son honneur. Une rue porte son nom à Mont-de-Marsan. Le nom de l‘association Club Dubalen, qui vise à la valorisation du patrimoine historique et archéologique en Aquitaine, lui rend hommage. On donne son nom à une galerie de grotte de Brassempouy.
Le 7 septembre 2013, Dubalen est le centre d'une journée de conférences à la maison de la Dame de Brassempouy organisée par Lionel Ducamp et avec pour intervenants Aurélien Simonet, Jessica Lacarrière et Alexandre Lefebvre. Lors de la nuit des musées du 18 mai 2013, le musée Despiau-Wlérick organise une présentation des collections de Dubalen.

## Publications (sélection)
Pierre-Eudoxe Dubalen a écrit un nombre important d’articles et d’ouvrages sur l’agronomie, l’ornithologie, l’ichtyologie, la botanique, le thermalisme, la mycologie, la géologie et l’archéologie. Les principaux sont :
- « Catalogue critique des oiseaux observés dans les départements des Landes, Gironde, Basses-Pyrénées et Hautes-Pyrénées », Actes de la Société linnéenne de Bordeaux, t. 28,‎ 1873, p. 439-502 (lire en ligne).
- « Quelques mots sur les silex taillés dans le département des Landes », Bulletin de la Société archéologique de Bordeaux, t. 1,‎ août 1874, p. 29-33 (lire en ligne).
- « Plantes nouvellement apparues dans le Sud-Ouest », Bulletin de la Société Botanique de France, vol. 24, no 1,‎ 1877, p. 16-18 (DOI 10.1080/00378941.1877.10829960).
- Ancienneté de l'homme dans le département des Landes, Dax, Impr. de H. Labèque, 1893 (présentation en ligne).
- « Le Littoral préhistorique des Landes », Bulletin de la Société préhistorique française, vol. 5, no 10,‎ 1908, p. 496-497 (lire en ligne).
- « Les Sables fauves de Chalosse à Salles (Gironde) », Procès-verbaux de la Société linnéenne de Bordeaux, t. 64,‎ 1910, p. 66-68 (lire en ligne).
- « Le Nummulitique dans la région du Sable des Landes (rive droite de l'Adour) », Procès-verbaux de la Société linnéenne de Bordeaux, t. 64,‎ 1910, p. 68-69 (lire en ligne).
- « Les cristaux de quartz d'une station solutréenne (Landes) » (site d'Arcet), Bulletin de la Société préhistorique française, vol. 7, no 3,‎ 1910, p. 143-144 (lire en ligne).
- « La Grotte de Rivière (Landes) », Bulletin de la Société préhistorique française, t. 8, no 10,‎ 1911, p. 638-641 (lire en ligne).
- « Géologie du département des Landes. Calcaires de Lauret et Pimbo », Procès-verbaux de la Société linnéenne de Bordeaux, t. 66,‎ 1912, p. 68-69 (lire en ligne).
- « Les Tertres tumuliformes de Lacajunte Arboucave et communes voisines », Bulletin de la Société de Borda,‎ 1er trimestre 1913, p. 249-260 (lire en ligne).
- « Tombes aquitaniques », Revue des Études Anciennes, vol. 16, no 2,‎ 1914, p. 217-218 (lire en ligne).
- « Considérations sur les bitumes et pétroles de la Chalosse et du Béarn », Actes de la Société linnéenne de Bordeaux,‎ 1922, p. 142-144 (lire en ligne).
- « Tumulus de Vieille-Aubagnan », Bulletin de la Société préhistorique française, vol. 23, no 12,‎ 1926, p. 315-316 (lire en ligne).
- « La Question Chalossienne », Bulletin de la Société préhistorique de France, t. 28,‎ 1931, p. 289-293 (lire en ligne).

#### Source primaires
- [Lummau 1936] Pierre Lummau, « Nécrologie de Pierre Dubalen » (séance du 28 mai 1936, section « Vie de la société »), Bulletin de la Société préhistorique française, t. 33, no 5,‎ 1936, p. 290-291 (lire en ligne).

#### Sources secondaires centrées
- [Prat 1950] Maurice Prat, Un savant de chez nous : Pierre-Eudoxe Dubalen (1851-1936), Dax, Bulletin de la Société de Borda, 1950, p. 83-95
- [Barrouquère 2012] Hervé Barrouquère, « Dubalen archéologue : du terrain au musée », Bulletin de la Société de Borda, Dax, Société de Borda, vol. 3, no 507,‎ 2012, p. 305-326 (lire en ligne [PDF]).

#### Autres sources secondaires
- [Pueyo 1971] Guy Pueyo, Musée Dubalen, Mont-de-Marsan, 1971, 24 p. (présentation en ligne).
- [Pueyo 1973] Guy Pueyo, Les collections d'histoire naturelle de Dubalen et leur évolution en muséologie, Castay, 1973, 21 p. (présentation en ligne).
- [Bilbao et Barrouquère 2011] Marie Bilbao et Hervé Barrouquère (préf. Frédéric Mitterrand), Six pieds sous terre, il y a 3000 ans : archéologie des Landes de Gascogne, Brisants, octobre 2011, 69 p. (EAN 9782846231114, lire en ligne).
- [Simonet 2014A] Aurélien Simonet, Brassempouy. Présentation du site et des collections Dubalen et de Laporterie, Fédération Archéologique des Pyrénées occidentales et des Landes, 2014, 12 p. (présentation en ligne, lire en ligne).
- [Simonet 2014B] Brassempouy. L'industrie lithique des collections Dubalen et de Laporterie, Fédération Archéologique des Pyrénées occidentales et des Landes, 2014, 22 p. (présentation en ligne, lire en ligne)
- [Simonet 2014C] Aurélien Simonet, Brassempouy. Conclusion, Fédération Archéologique des Pyrénées occidentales et des Landes, 2014, 4 p. (présentation en ligne, lire en ligne)
- [Simonet 2021] Aurélien Simonet, La Dame de Brassempouy et la grotte du Pape : synthèse des données archéologiques, Fédération Archéologique des Pyrénées-Occidentales et des Landes, 2021, 27 p. (présentation en ligne, lire en ligne).

#### Notices
- [Cabannes 1931] Gabriel Cabannes, Galerie des Landais : les contemporains, Mont-de-Marsan, Chabat, 1931 (lire en ligne), p. 82-88.
- [Cabannes 1945] Gabriel Cabannes, Galerie des landais, t. 7, Mont-de-Marsan, Chabas, 1945, 348 p. (lire en ligne), p. 250-251
- [Suau 1991] Bernadette Suau (dir.), Mémoire des Landes : dictionnaire biographique, Comité d'études sur l'histoire et l'art de la Gascogne, 1991, 346 p. (ISBN 2950158420 et 9782950158420, présentation en ligne), p. 144.
- [Chabas et Dubus 1993] David Chabas et Gilles Dubus, Bibliographie des Landes, Chabas, 1993, 396 p. (présentation en ligne), p. 58